# Naoto Sakurai
Naoto Sakurai (født 2. september 1975) er en tidligere japansk fodboldspiller.
Han har spillet for flere forskellige klubber i sin karriere, herunder Urawa Reds, Tokyo Verdy og Omiya Ardija.